# Romeo Fernandes
Romeo Fernandes (Assolna, vilarejo de Salcete, 6 de julho de 1992) é um futebolista indiano que atua como meio-campista. 
Começou a carreira no juvenil do Dempo Sports Club em 2010. Foi campeão da I-League na temporada 2011/12 já no time profissional do Dempo SC .
Jogou na Seleção Indiana de Futebol sub-23 quando o selecionado disputou a qualificação do campeonato mundial da FIFA da categoria, em 2013. Também jogou no time principal da Seleção Indiana de Futebol nas Eliminatórias da Copa do Mundo FIFA de 2018.
Na temporada de 2015/16, foi campeão da 2° divisão da I-League pelo Football Club Goa
Em 2015, foi contratado para jogar no Clube Atlético Paranaense.
Atualmente é jogador do Delhi Dynamos Football Club.